# Relations entre les îles Malouines et l'Union européenne
Les relations entre les îles Malouines et l'Union européenne reposent sur le fait que les Malouines étaient un pays et territoire d'outre-mer de l'Union européenne (c'est-à-dire, un territoire d'un État membre situé hors de l'Union européenne).

## Aide au développement et commerce
Les Malouines ont bénéficié au titre du 9e Fonds européen de développement de 4,547 millions d'euros. Au titre du 10e fonds, les Malouines ont bénéficié de 4,6 millions d'euros. Ces fonds étaient notamment destinés à la protection de la faune marine locale qui attire également les touristes. Le tourisme est la deuxième source de revenus de l'archipel après la pêche. Ces fonds étaient donc importants.
Puisque ces îles appartiennent au territoire britannique, il est probable que, à la suite du Brexit, elles ne bénéficient plus à l'avenir des mêmes fonds d'aide, même si le Royaume-Uni a promis de prendre le relai de cette aide au développement initialement reçue de l'UE avec un dispositif nommé Darwin Plus.
90% des exportations réalisées par les Malouines se font à destination de l'Europe. Avant le Brexit, une partie des exports en matière de pêche des Malouines partait vers l'Europe, notamment vers l'Espagne. La pêche représente 40% du PIB et 60% des recettes fiscales des Malouines. Faute d'accord avec l'Union européenne, les taxes sur les produits de la mer sont désormais majorées de 6% à 18%. Quant aux taxes sur les bœufs et moutons malouins, elles ont augmenté de 42%. La sortie de l'Union européenne du Royaume-Uni affecte donc le développement économique des Iles Malouines.

## Exceptions aux politiques communautaires
| États membres et territoires | Dans l'Union ? | Application du droit de l’Union | Exécutoire devant les tribunaux | Euratom | Citoyenneté de l'Union | Élections du Parlement | Espace Schengen | Espace TVA | Territoire douanier de l’Union | Marché commun européen | Zone euro |
| ---------------------------- | -------------- | ------------------------------- | ------------------------------- | ------- | ---------------------- | ---------------------- | --------------- | ---------- | ------------------------------ | ---------------------- | --------- |
| Malouines                    | Non            | Application minimale (PTOM)     | Non                             | Oui,    | Oui                    | Non                    | Non             | Non        | Non                            | Application partielle  | Non (FKP) |